# Hanna Busz
Hanna Krystyna Busz é uma ex-jogadora de voleibol da Polônia que competiu nos Jogos Olímpicos de 1964.
Em 1964, ela fez parte da equipe polonesa que conquistou a medalha de bronze no torneio olímpico.